# Porta Sanqualis

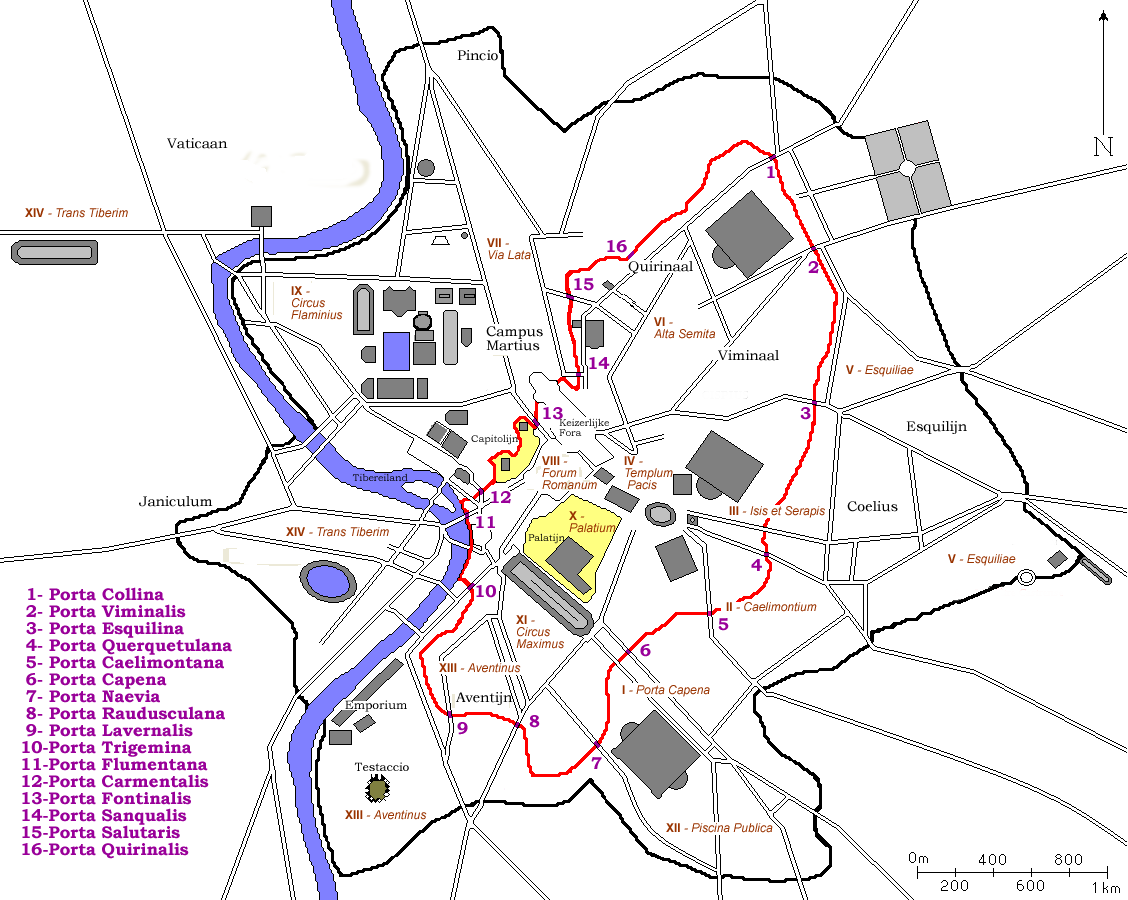
De Servische Muur en zijn stadspoorten

De Porta Sanqualis was een stadspoort in de Muur van Servius Tullius in het Oude Rome.
De poort stond aan de voet van de Quirinaal, op de heuveltop die Collis Mucialis werd genoemd. De Porta Sanqualis ontleent zijn naam aan de Tempel van Semo Sancus die dichtbij stond. 

Delen van de poort zijn in de 20e eeuw opgegraven aan het Piazza Magnanapoli, waaruit bleek dat de poort voorzien was van een binnenplaats. Een boog behorend bij de fortificaties van de poort is bewaard gebleven in de kelder van het Palazzo Antonelli.

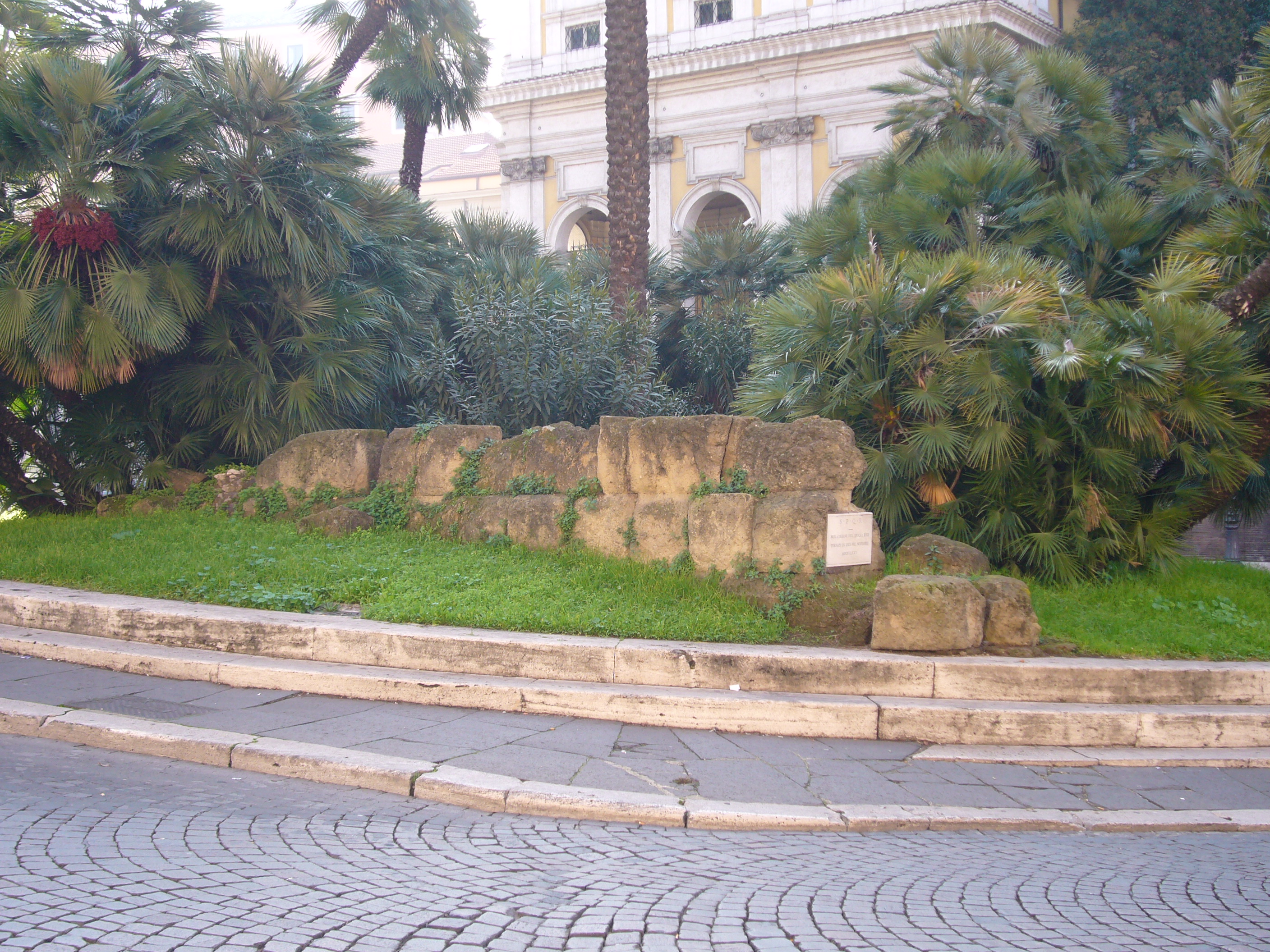
De Servische Muur op het Piazza Magnanapoli

Porta Collina · Porta Viminalis · Porta Esquilina · Porta Querquetulana · Porta Caelimontana · Porta Capena · Porta Naevia · Porta Raudusculana · Porta Lavernalis · Porta Trigemina · Porta Flumentana · Porta Carmentalis · Porta Fontinalis · Porta Sanqualis · Porta Salutaris · Porta Quirinalis